# ProB 2020/21
Die Saison 2020/21 war die 14. Spielzeit der deutschen Basketball-Spielklasse ProB (vollständiger Name Barmer 2. Basketball Bundesliga ProB). Die ProB ist die zweithöchste Staffel der hierarchisch strukturierten 2. Basketball-Bundesliga und damit bundesweit die insgesamt dritthöchste Spielklasse. Der Beginn der Punktrunde war am 17. Oktober und der letzte Spieltag am 21. März 2021.

## Modus
Die Spielklasse ist in eine Nord- und eine Südstaffel mit jeweils zwölf Mannschaften aufgeteilt. In jeder Staffel wird eine Punktrunde als Rundenturnier im Modus „Jeder gegen Jeden“ mit Hin- und Rückspiel ausgetragen. Zunächst war vorgesehen, dass die acht in der Abschlusstabelle bestplatzierten Mannschaften der beiden Staffeln in die Meisterrunde („Playoffs“) einziehen, dort zwei Finalteilnehmer ausspielen, die damit das sportliche Teilnahmerecht an der 2. Bundesliga ProA erwerben. Erst in der Meisterrunde spielen Mannschaften aus Nord- und Südstaffel entsprechend dem Endstand der Punktrunde gegeneinander. Zu Saisonbeginn galt die Regel: Die in der Abschlusstabelle der Punktrunde in beiden Staffeln auf den neunten bis zwölften Plätzen stehenden Mannschaften nehmen an einer Abstiegsrunde teil, die anders als die Meisterrunde lediglich Spiele innerhalb der eigenen Staffel („Jeder gegen Jeden“ mit Hin- und Rückspiel) vorsieht.
Meister- und Abstiegsrunde wurden im Februar 2021 aufgrund der Auswirkungen der COVID-19-Pandemie geändert: Festgelegt wurde, dass die ersten acht Mannschaften der Punktrunde aus Nord- und Südstaffel in eine zweite Gruppenphase einziehen und in zwei Staffeln je vier Mannschaften eingeteilt werden. Dort werden untereinander jeweils Hin- und Rückspiele ausgetragen, die Tabellenersten und -zweiten der jeweiligen Staffeln ermitteln anschließend in Hin- und Rückspiel die beiden sportlichen ProA-Aufsteiger. Die danach als sportliche Aufsteiger feststehenden Mannschaften treten in Hin- und Rückspiel gegeneinander an, um den Meister zu ermitteln. Für die Mannschaften, die im Endstand der Punktrunde die neunten bis zwölften Plätze belegt haben, ist das Spieljahr mit dem Abschluss der Punktrunde beendet.

## Durchführungsbestimmungen
Das vorgeschriebene Mindestfassungsvermögen der Spielhallen beträgt 500 Zuschauer. Je Mannschaft ist ein ausländischer Spieler aus einem Staat einsatzberechtigt, der nicht über die Staatsbürgerschaft eines Mitgliedslands der Europäischen Union oder eines Landes, „deren Bürger in Deutschland dieselben Freizügigkeitsregeln (Personenfreizügigkeit) wie EU-Bürger genießen“. Mit deutschen Spielern gleichgestellt sind bei Erfüllung gewisser Voraussetzungen ausländische Spieler, die im Jugendalter am Wettkampfbetrieb des Deutschen Basketball Bundes oder eines anderen Mitgliedsverbands des Deutschen Olympischen Sportbunds teilnahmen. Mindestens drei deutsche Spieler beziehungsweise ausländische, auf die die Ausnahmeregelung zutrifft, müssen während der Spiele jederzeit auf dem Feld stehen.

## Saisonnotizen
- Aufgrund der Coronavirus-Pandemie wurde der Saisonauftakt in den Oktober 2020 verlegt (statt September wie im Vorjahr)[4]
- Die Mannschaften Baskets Juniors Oldenburg/OTB, Scanplus Baskets Elchingen, 1. FC Baunach und TG Würzburg verzichteten auf ihr Teilnahmerecht und wurden in die 1. Regionalliga zurückgestuft[5]
- Die Liga entschied, wegen der Hygienebestimmungen aufgrund der Coronavirus-Pandemie im gesamten Saisonverlauf keine Anhänger der Gastmannschaften bei Spielen zuzulassen[6]
- Zu Saisonbeginn fanden vereinzelte Spiele im Rahmen der behördlichen Bestimmungen vor Zuschauern statt, ehe ab Ende Oktober 2020 wegen der Pandemieentwicklung vorerst vor leeren Rängen gespielt wurde, immer wieder mussten Spiele wegen Ansteckungsfällen verlegt werden[7]
- Im Februar 2021 entschied die Gesellschafterversammlung der Liga festgelegt, aufgrund der Auswirkungen der anhaltenden Pandemie Abstiegsregelung nicht anzuwenden. Begründet wurde diese Entscheidung mit der „Ungleichheit zwischen den Vereinen“, die wegen der Pandemieauswirkungen auf den Spielbetrieb entstanden seien. Ebenfalls beschlossen wurde, die K.o-Runde nach dem Ende der Punktrunde durch eine zweite Gruppenphase zu ersetzen (siehe Modus) und die Punktrunde um eine Woche zu verlängern, damit die zuvor verschobenen Spiele nachgeholt werden können[2]

## Punktrunde
|  | = Plätze, die zur Teilnahme an der Meisterrunde berechtigen |

| Nord | Nord                       | Nord  | Nord          | Nord         | Nord       | Süd                           | Süd   | Süd           | Süd          | Süd        |
| #    | Mannschaft                 | Siege | Nieder- lagen | Sieg- punkte | Korbpunkte | Mannschaft                    | Siege | Nieder- lagen | Sieg- punkte | Korbpunkte |
| 1    | VfL SparkassenStars Bochum | 19    | 3             | 38           | 2053:1839  | Dresden Titans                | 17    | 4             | 34           | 1675:1572  |
| 2    | Itzehoe Eagles             | 14    | 8             | 28           | 1911:1868  | BBC Coburg                    | 16    | 6             | 32           | 1863:1716  |
| 3    | WWU Münster                | 14    | 8             | 28           | 1887:1713  | Gießen 46ers Rackelos         | 14    | 8             | 28           | 1889:1807  |
| 4    | BSW Sixers                 | 13    | 9             | 26           | 1647:1592  | Arvato College Wizards (N)    | 13    | 9             | 26           | 1820:1742  |
| 5    | SG ART Giants Düsseldorf   | 13    | 9             | 26           | 1828:1804  | OrangeAcademy                 | 13    | 9             | 26           | 1755:1679  |
| 6    | EN Baskets Schwelm         | 11    | 10            | 22           | 1644:1587  | FC Bayern München II          | 12    | 10            | 24           | 1682:1589  |
| 7    | TKS 49ers                  | 11    | 10            | 22           | 1379:1329  | EPG Baskets Koblenz (N)       | 12    | 10            | 24           | 1784:1750  |
| 8    | Iserlohn Kangaroos         | 11    | 11            | 22           | 1884:1897  | White Wings Hanau             | 10    | 11            | 20           | 1625:1618  |
| 9    | RheinStars Köln (N)        | 9     | 13            | 18           | 1818:1810  | Ahorn Camp BIS Baskets Speyer | 7     | 15            | 14           | 1766:1806  |
| 10   | SC Rist Wedel              | 6     | 16            | 12           | 1777:1914  | Skyliners Frankfurt Juniors   | 7     | 15            | 14           | 1559:1798  |
| 11   | SSV Lokomotive Bernau      | 6     | 16            | 12           | 1687:1817  | TSV Oberhaching Tropics       | 6     | 16            | 12           | 1695:1844  |
| 12   | ETV Hamburg (N)            | 4     | 18            | 8            | 1753:2004  | Basketball Löwen Erfurt       | 4     | 18            | 4            | 1589:1781  |

(N) = Neuling und Aufsteiger aus den Regionalligen

## Playoffs

### Erste Phase

#### Gruppe 1
| # | Mannschaft                 | Spiele | Siege | Niederlagen | Korbpunkte | Differenz | Siegpunkte |
| - | -------------------------- | ------ | ----- | ----------- | ---------- | --------- | ---------- |
| 1 | VfL SparkassenStars Bochum | 3      | 3     | 0           | 281:227    | 54        | 6          |
| 2 | White Wings Hanau          | 3      | 2     | 1           | 242:261    | −19       | 4          |
| 3 | Arvato College Wizards     | 3      | 1     | 2           | 249:244    | 5         | 2          |
| 4 | SG ART Giants Düsseldorf   | 3      | 0     | 3           | 233:273    | −40       | 0          |

#### Gruppe 2
| # | Mannschaft           | Spiele | Siege | Niederlagen | Korbpunkte | Differenz | Siegpunkte |
| - | -------------------- | ------ | ----- | ----------- | ---------- | --------- | ---------- |
| 1 | WWU Münster          | 3      | 3     | 0           | 249:193    | 56        | 6          |
| 2 | FC Bayern München II | 3      | 2     | 1           | 216:230    | −14       | 4          |
| 3 | BBC Coburg           | 3      | 1     | 2           | 235:238    | −3        | 2          |
| 4 | TKS 49ers            | 3      | 0     | 3           | 207:246    | −39       | 0          |

#### Gruppe 3
| # | Mannschaft         | Spiele | Siege | Niederlagen | Korbpunkte | Differenz | Siegpunkte |
| - | ------------------ | ------ | ----- | ----------- | ---------- | --------- | ---------- |
| 1 | Dresden Titans     | 3      | 3     | 0           | 250:236    | 14        | 6          |
| 2 | BSW Sixers         | 3      | 2     | 1           | 245:229    | 16        | 4          |
| 3 | Iserlohn Kangaroos | 3      | 1     | 2           | 237:248    | −11       | 2          |
| 4 | OrangeAcademy      | 3      | 0     | 3           | 229:248    | −19       | 0          |

#### Gruppe 4
| # | Mannschaft            | Spiele | Siege | Niederlagen | Korbpunkte | Differenz | Siegpunkte |
| - | --------------------- | ------ | ----- | ----------- | ---------- | --------- | ---------- |
| 1 | EN Baskets Schwelm    | 3      | 2     | 1           | 254:237    | 17        | 4          |
| 2 | Itzehoe Eagles        | 3      | 2     | 1           | 234:228    | 6         | 4          |
| 3 | Gießen 46ers Rackelos | 3      | 1     | 2           | 255:253    | 2         | 2          |
| 4 | EPG Baskets Koblenz   | 3      | 1     | 2           | 219:244    | −25       | 2          |

### Zweite Phase

#### Gruppe 5
| # | Mannschaft                 | Spiele | Siege | Niederlagen | Korbpunkte | Differenz | Siegpunkte |
| - | -------------------------- | ------ | ----- | ----------- | ---------- | --------- | ---------- |
| 1 | VfL SparkassenStars Bochum | 3      | 2     | 1           | 285:270    | 15        | 4          |
| 2 | WWU Münster                | 3      | 2     | 1           | 257:246    | 11        | 4          |
| 3 | White Wings Hanau          | 3      | 1     | 2           | 245:258    | −13       | 2          |
| 4 | FC Bayern München II       | 3      | 1     | 2           | 233:246    | −13       | 2          |

#### Gruppe 6
| # | Mannschaft         | Spiele | Siege | Niederlagen | Korbpunkte | Differenz | Siegpunkte |
| - | ------------------ | ------ | ----- | ----------- | ---------- | --------- | ---------- |
| 1 | Itzehoe Eagles     | 3      | 2     | 1           | 260:226    | 34        | 4          |
| 2 | EN Baskets Schwelm | 3      | 2     | 1           | 222:196    | 26        | 4          |
| 3 | Dresden Titans     | 3      | 2     | 1           | 231:226    | 5         | 4          |
| 4 | BSW Sixers         | 3      | 0     | 3           | 192:257    | −65       | 0          |

### Finale
|                    | Gesamt  |                            | Hinspiel | Rückspiel |
| ------------------ | ------- | -------------------------- | -------- | --------- |
| WWU Münster        | 173:181 | VfL SparkassenStars Bochum | 89:84    | 84:97     |
| EN Baskets Schwelm | 155:171 | Itzehoe Eagles             | 71:74    | 84:97     |